# Claudia Müller
Claudia Müller (Bremen, 21 de maio de 1974) é uma ex-futebolista alemã que atuava como atacante. Foi medalhista olímpica pela seleção de seu país.